# Magnus Blix den äldre
Magnus Joensson Blix, född 29 september 1635 i Kramfors, Styrnäs socken, Ångermanland, död 30 maj 1697 i Söderhamn, Hälsingland, var en svensk ämbetsman och borgmästare.
Han var son till lappfogden Joen Persson Blix (1595-1697) och Anna Nilsdotter i Frök (1600–1669), samt gift med Catharina Lindeblad (död 1696) som var dotter till landsskrivaren i Ångermanland Måns Håkanson. Bland hans många barn märks Magnus Blix (1660–1745) som blev överjägmästare och dottern Anna Margareta (1670–1715) som blev gift med häradshövdingen i Jämtland Erik Sparrman (1660–1709).
Blix var skrivare hos riksrådet Mattias Björnklou 1657 och inspektor över dennes gods i Skåne 1659. Han blev kanslist i kungliga kansliet 1660 och landssekreterare i Västernorrland 1663 samt i Uppland 1669. Han blev fältsekreterare vid Jämtländska armén 1676 och faktor över kronans faktori och borgmästare i Söderhamns stad samma år. Han var mantalskommissarie för Gästrikland och Hälsingland 1677. Blix grundade Galtströms bruk i Sundsvall 1673 som blev det första järnbruket i Medelpad. År 1686 bestod bruket av två hammare belägna i närheten av masugnen och man producerade 1200 skeppspund stångjärn per år, motsvarande 163 ton, som utskeppats till Stockholm. Han adlades Blix 1689 och introducerades 1693 under nummer 1189. Han och hans fru begravdes 1697 i Söderhamns kyrka, där hans vapen uppsattes.